# Robert Burton
Robert Burton   (Leicestershire, 8 de febrer de 1577 - Oxford, 25 de gener de 1640) fou un clergue i erudit anglès, professor de la Universitat d'Oxford, que ha passat a la posteritat pel seu llarg assaig L'anatomia de la malenconia (The Anatomy of Melancholy), considerat obra cabdal de les lletres britàniques.

## Vida
Va néixer en Lindley, Leicestershire, i va passar la major part de la seva vida a Oxford, primer com a alumne del Brasenose College i després com fellow en el Christ Church College. En 1614 va acabar els estudis de Teologia i en 1616 va ser nomenat vicari de l'Església de Sant Tomás, a Oxford.
En 1626, quan ja havia publicat la primera edició i la segona de la seva Anatomia de la malenconia (1621 i 1624), Burton va obtenir el càrrec de bibliotecari d'Oxford, amb el qual va passar els seus últims dies. Va revisar i va ampliar el llibre en quatre edicions més (1628, 1632, 1638 i la pòstuma de 1641).
Es va dedicar a l'estudi d'una gran diversitat de temes, que posteriorment li permetrien escriure la seva magna obra, un llarg estudi sobre la malenconia. A més d'aquesta obra, Burton va publicar Philosophaster, una comèdia llatina de tall satíric.
L'obra es divideix en tres parts, separades en seccions, que al seu torn es distribueixen en membres (no en va, és una anatomia) i que després, una altra vegada, es divideixen en subsecciones. En la primera tracta sobre les causes de la malenconia, els seus símptomes, el lloc del cos afectat i altres digressions, esquitxades de desesperació i humor: «Causes no necessàries, remotes, externes, adventícies o accidentals. En primer lloc, la nodrissa». La segona part és una anàlisi sobre la cura de la depressió, amb consells dietètics i farmacològics. La tercera és una anàlisi detallada sobre la malenconia d'origen amorós, una recerca sobre les relacions de parella i sobre el matrimoni. Cada part finalitza amb un llarg aparell de notes, que en opinió d'algun crític contemporani pot llegir-se amb plaer de manera independentRobert Burton reconoce haber escrito su Anatomía de la melancolía en gran parte como terapia contra su propia depresión, que padeció durante toda su vida, tal y como aclara en el prólogo de su obra:
| « | «Nos rascamos donde pica». Yo estaba no poco molesto con esta enfermedad a la que llamaré mi Señora Melancolía, mi Egregia o mi Genio Maligno, malus genius. Y por esta causa, como aquel a quien le pica un escorpión, sacaría «un clavo con otro clavo», clavum clavo, calmaría el dolor con otro dolor, el ocio con el ocio… | » |
| — | |   |

L'obra és considerada avui dia com un dels majors monuments de l'època barroca, sent una autèntica i genial síntesi de la cultura europea, doncs al cap i a l'últim resulta ser una gegantesca antologia de textos clàssics. Ha estat admirada per Borges i John Keats, entre altres escriptors moderns.

## Idees importants de l'obra
El llibre s'obre amb una singular "utopia malenconiosa", una imatge similar a Bacon o Campanella (als qui cita), que faria de pal·liatiu a aquesta tristesa.
En la densa obra hi ha un moment en què l'autor fa una caracterització global de la malenconia. Afirma en ella que és una espècie d'oceà de dolors i sofriments, constituint-se en l'àpex de totes les dissorts de la vida. No hi ha concrets dolors físics, o turments, que aconsegueixin o puguin provocar els seus efectes. Els dolors que causa excedeixen a tot l'imaginable. És la gran malaltia.
Es fa inevitable parangonar aquests dictàmens del segle XVII i comparar-los amb el que és un lloc comú en les apreciacions del segle xx, quan es declara que és el trastorn psiquiàtric més generalitzat del món contemporani (és «El refredat de la psiquiatria»)
La singular labor de Burton estreba a haver caracteritzat totes les modalitats d'estat d'ànim, totes les disposicions de l'home, apel·lant a un bagatge desmesurat de coneixements mèdics, psíquics, psiquiàtrics i farmacològics. Sense deixar de costat les aportacions de la filosofia, de la història, de la botànica, de la geografia i de la mare de la química: l'alquímia.
Les cites són quantioses, fundades en textos antics. La seva erudició és meravellosa, com Montaigne, amb el qual se li ha comparat. El gaudi de la seva lectura és paral·lel al del francès. En la nostra època postfreudiana i carregada de coneixements psicopatológicos i de corrents terapèutics diversos, se'ns apareix com a estranya i atractiva al temps, perquè és una obra forjada en un concepte humanista de la psique.
La idea central de la malenconia estreba fonamentalment, en la concepció renaixentista de l'home i de la seva situació al món. I la interpretació de la malenconia ha d'apel·lar als conceptes antics sobre els «quatre humors». Tals humors, segons les concepcions de l'antiguitat, determinen quatre diferents temperaments, determinats fisiològicament. Aquesta doctrina dels quatre humors va estar vigent fins al segle xviii.
D'acord amb ella les modalitats temperamentals responen als «líquids» predominants en l'organisme. Aquests quatre humors són: la bilis negra, la flegma o mucosidad, la sang i la bilis groga. I a cadascun d'ells correspon un temperament definidamente caracteritzat. Aquests humors mai actuen en equilibri, que és el que busca el metge amb atencions botàniques, dietètiques i prescripcions de somni, passejos, etc
L'home que posseeix massa bilis negra ha de ser un malenconiós. Flemático serà aquell en qui predomini la flegma. Un excés de sang determinarà un temperament sanguini i un predomini de bilis grogues produirà un colèric.
La malenconia es tornava malaltissa al moment en què la bilis negra, concentrada en la melsa, s'ajuntava excessivament, tornant-se espessa i àcida. Per això, es «descomponia». Els efectes de la malenconia no romanien en el plànol emocional sense que derivaven a multiformes aspectes de la salut. El marcadament psíquic derivava cap al somàtic. Podia acabar, així mateix en bogeria o en el que avui definim com a epilèpsia. Amb un concepte més que actual, l'enfocament de Burton era psicosomático.
Quan es llegeixen les seves descripcions es pensa en tots els trastorns somàtics de les «depressions emmascarades» que avui, al segle xxi, se senten en consultoris i centres sanitaris. La persona no pateix trastorns físics però cap a ells deriven els trastorns depressius encoberts.
Les causes, en Burton, són d'allò més variades. Pot ser tant una intervenció divina, quant una determinada constel·lació astrológica. Parla també —ja abans es va esmentar— de dietes incorrectes, en quantitat o qualitat. No deixa d'assenyalar la toxicitat del restrenyiment crònic, la irregularitat de les menstruacions, o els desarreglos de la vida sexual.
Una fantasia viva i deslligada, també pot arrossegar a la malenconia. I tots els desordres del «amor».
En suma, trobem en les seves enumeracions totes aquelles patologies que avui, en termes de la medicina contemporània, són atribuïbles a l'estrès. Per Burton aquesta malaltia es troba per onsevulla i la pateix, d'alguna manera, tota la societat. El món està «trastornat» i tots som d'alguna manera, malenconiosos